# Adquisición de Activision Blizzard por Microsoft
El 18 de enero de 2022 Microsoft anunció su intención de adquirir Activision Blizzard por 68 700 millones de dólares. Según los términos de este acuerdo, Microsoft sería propietaria de Activision, Blizzard Entertainment y King bajo una nueva división de videojuegos, Microsoft Gaming, división hermana a Xbox Game Studios.
Al finalizar la transacción, Microsoft sería dueño de todas las franquicias de Activision Blizzard, entre las que se incluyen Call of Duty, Crash Bandicoot, Spyro, Warcraft, StarCraft, Diablo, Overwatch y Candy Crush Saga, entre otros. A lo largo del proceso, se ha llegado a acuerdos de no exclusividad de algunas de estas franquicias, como por ejemplo, Call of Duty.
Varios países aprobaron la transacción sin condiciones, como la Comisión Europea y China. Sin embargo, la Comisión Federal de Comercio de Estados Unidos y la Autoridad de Competencia y Mercados de Reino Unido presentaron denuncias para bloquear la adquisición alegando que la fusión obstaculizaría la competencia, especialmente en el sector de juego en la nube. Microsoft respondió comprometiéndose a vender los derechos de explotación de los juegos de Activision en la nube a Ubisoft durante quince años.
Finalmente, una jueza estadounidense rechazó la medida cautelar presentada por la Comisión Federal de Comercio, desbloqueando la transacción en junio de 2023, y posteriormente, la Autoridad de Competencia y Mercados (Reino Unido) puso su caso en espera para negociar con las partes implicadas. La compra se cerró el 13 de octubre de 2023.

## Antecedentes
Activision Blizzard es una de las principales distribuidoras de videojuegos, con ingresos anuales de 8800 millones de dólares en 2021. La compañía está dividida en cinco divisiones: Activision Publishing, Blizzard Entertainment, King, Major League Gaming y Activision Blizzard Studios. Además, poseen la propiedad intelectual de varias franquicias relecantes de videojuegos.
Microsoft es una empresa dominante en computación y es el fabricante de las consolas Xbox. Además, opera un estudio propio de videojuegos, Xbox Game Studios, para crear títulos exclusivos para la consola. A lo largo de los años, ha ido adquiriendo diferentes estudios de videojuegos para competir con los exclusivos de PlayStation. En marzo de 2021, compró ZeniMax Media y Bethesda Softworks por unos 7500 millones de dólares, una de las mayores adquisiciones en el mercado de videojuegos hasta entonces.

### Caso de abuso sexual y discriminación contra Activision Blizzard
En julio de 2021, hubo una demanda a la empresa Activision Blizard acusando la compañía de inacción contra abuso sexual, discriminación y represalias, que llevó al caso California Department of Fair Employment and Housing v. Activision Blizzard. Medios como The Wall Street Journal y Bloomberg News especularon que la adquisición de Microsoft es en respuesta de este caso. Ambos medios publicaron que la empresa estaba buscando ser adquirida y había mantenido conversaciones con otras empresas como Meta Platforms debido a este caso, a malos resultados económicos y a retrasos en la publicación de varios de sus juegos. Estos medios, además, afirman que, aunque el director ejecutivo de la empresa, Kotick no estaba seguro sobre la adquisición, los ejecutivos dieron el paso adelante porque tenían miedo del resultado del caso si Kotick seguía en su puesto. La compra permitiría una salida amigable de Kotick, con un paquete de entre 252 y 292 millones de dólares.

## Historia

### Conversaciones previas
El director ejecutivo de Activision Blizzard, Bobby Kotick mantuvo conversaciones con el director ejecutivo de Microsoft, Satya Nadella en 2021, sobre sus preocupaciones sobre el poder de Tencent, NetEase, Apple y Google. También discutieron sobre el retraso que llevaba Activision Blizzard en disciplinas como en Aprendizaje automático y análisis de datos. En ese momento, Activision Blizzard vio con buenos ojos su adquisición por Microsoft por un «precio atractivo». Al mismo tiempo, Microsoft tenía el objetivo de adentrarse en el mercado de juegos de móvil y Activision Blizzard tiene en su porfolio el desarrollador King, creadores de la franquicia Candy Crush Saga, entre otras.

### Anuncio
El 18 de enero de 2022, Microsoft anunció su intención de adquirir Activision Blizzard por 68 700 millones de dólares (aproximadamente, a 95 dólares por acción). Ese día, la cotización en bolsa de Activision Blizzard subió un 40% antes de la apertura de mercado. De realizarse, convertiría a Microsoft en la primera empresa más grande en el mercado de videojuegos en América y en la tercera a nivel mundial, detrás de Tencent y Sony; y sería la mayor adquisición en la historia de los videojuegos.
La empresa Goldman Sachs es la asesora financiera de Microsoft y Allen & Company será la asesora de Activision Blizzard. Los asesores legales son Simpson Thacher para Microsoft y Skadden para Activision Blizzard. El acuerdo ha sido aceptado por los ejecutivos de ambas empresas, y se cerrará, previsiblemente, en 2023 después del visto bueno de los reguladores. Según este acuerdo, Activision Blizzard sería una entidad hermana a Xbox Game Studios bajo el paraguas de una nueva división: Microsoft Gaming, liderada por Phil Spencer. El acuerdo permitirá a Microsoft a incluir la biblioteca de Activision Blizzard en su servicio por suscripción Xbox Game Pass.

### Después del anuncio
De acuerdo a anuncios oficiales, hasta que fructifique la adquisición Kotick seguiría siendo director de Activision Blizzard. Microsoft no ha mencionado todavía el caso de abuso sexual contra Activision Blizzard, pero justo antes del anuncio, Microsoft empezó un proceso de revisión de sus propias políticas de abuso sexual y discriminación. La compra fue aprobada por los accionistas de Activision Blizard con un 98% de los votos a favor.
Aunque el acuerdo tenía como fecha límite el 18 de julio de 2023 ambas compañías decidieron extenderla al 29 de agosto y posteriormente al 18 de octubre para dar tiempo al agente regulador anticompetencia del Reino Unido a dictaminar a favor de la fusión.

## Respuesta de los reguladores
Debido a la magnitud de la adquisición, está siendo revisada por varios organismos gubernamentales para evitar monopolios:
| País                      | Entidad Gubernamental                                     | Estado             | Fecha                   | Ref.                 |
| ------------------------- | --------------------------------------------------------- | ------------------ | ----------------------- | -------------------- |
| Serbia                    | Commission para la Protection de la Competición (sr)      | Aprobada           | 28 de noviembre de 2022 | [ 32 ] [ 33 ]        |
| Arabia Saudita            | Autoridad General de la Competencia (ar)                  | Aprobada           | 21 de agosto de 2022    | [ 32 ] [ 34 ]        |
| Brasil                    | Consejo Administrativo de Defensa Económica               | Aprobada           | 5 de octubre de 2022    | [ 32 ] [ 35 ] [ 36 ] |
| Estados Unidos            | Comisión Federal de Comercio                              | Desafío abandonado | 22 de mayo de 2025      | [ 37 ]               |
| Chile                     | Fiscalía Nacional Económica                               | Aprobada           | 29 de diciembre de 2022 | [ 38 ]               |
| Japón                     | Comisión de comercio justo (ja)                           | Aprobada           | 28 de marzo de 2023     | [ 39 ] [ 40 ]        |
| Sudáfrica                 | Comisión de competición (en)                              | Aprobada           | 17 de abril de 2023     | [ 41 ] [ 42 ]        |
| Ucrania                   | Comité Antimonopolio de Ucrania (uk)                      | Aprobada           | 27 de abril de 2023     | [ 43 ]               |
| Unión Europea (27 Países) | Comisión Europea                                          | Aprobada           | 15 de mayo de 2023      | [ 44 ]               |
| China                     | Administración Estatal para la Regulación de Mercado (en) | Aprobada           | 19 de mayo de 2023      | [ 45 ] [ 46 ]        |
| Corea del Sur             | Comisión de Comercio Justo (ko)                           | Aprobada           | 30 de mayo de 2023      | [ 44 ] [ 47 ]        |
| Nueva Zelanda             | Comisión de Comercio (en)                                 | Aprobada           | 7 de agosto de 2023     | [ 48 ]               |
| Taiwán                    | Comisión de Comercio Justo de Taiwán                      | Aprobada           | 9 de octubre de 2023    |                      |
| Reino Unido               | Autoridad de Competición y Mercados (en)                  | Aprobada           | 13 de octubre de 2023   | [ 49 ] [ 50 ]        |
| Australia                 | Comisión de Competición y Consumo (en)                    | Suspendido         | 16 de octubre de 2023   |                      |

### Comisión Federal de Comercio (Estados Unidos)

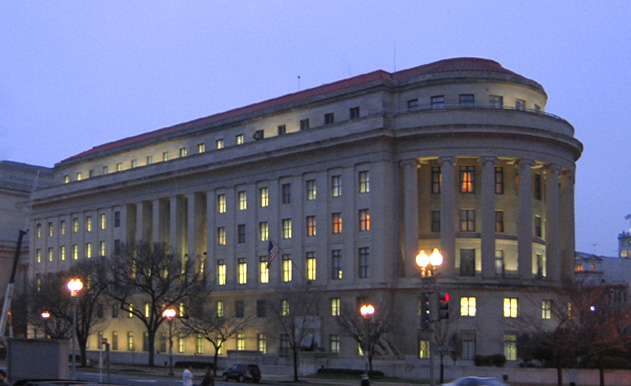
Sede de la Comisión Federal de Comercio en Washington D. C.

En los Estados Unidos, la transacción fue revisada por la Comisión Federal de Comercio en lugar del Departamento de Justicia, que es lo habitual, debido a que esta agencia ha presentado preocupación sobre varias fusiones y adquisiciones entre los gigantes tecnológicos en la última década. Los senadores Elizabeth Warren, Bernie Sanders, Sheldon Whitehouse y Cory Brooker expresaron su preocupación a la CFC durante su investigación, alegando que ambas compañías «no han protegido los derechos y la dignidad de sus trabajadores» y que la fusión debería ser denegada si «la operación refuerce el poder de monopolio y empeore la posición negociadora de los trabajadores».
La CFC anunció formalmente su intención de bloquear la adquisición el 8 de diciembre de 2022, expresando preocupación por los consumidores de juegos de Activision Blizzard y por dar demasiado poder a Microsoft en sectores claves de la industria como el juego en la nube. La CFC, además, alegó que Microsoft había roto su contrato con la Comisión Europea por el cual no haría ningún juego exclusivo para Xbox. Sin embargo, un representante de la Comisión Europea dijo, en una entrevista al medio Axios: «La Comisión autorizó incondicionalmente la operación Microsoft/ZeniMax al concluir que no plantearía problemas de competencia».
Microsoft respondió a la queja de la CFC que Sony, su mayor rival, es la plataforma con más videojuegos exclusivos que, por contrato, no pueden ser publicados para Xbox. Microsoft respondió a la denuncia de la CTC que la propia Sony es una de las mayores plataformas con títulos exclusivos que contractualmente no se pueden hacer para Xbox. También dijeron que todavía planean ofrecer contenido para juegos multijugador de Bethesda como Elder Scrolls Online y Fallout 76 para todas las plataformas para evitar perjudicar a los jugadores. En primera instancia, Microsoft llegó a cuestionar la constitucionalidad de la CFC debido a la capacidad del presidente de cambiar el Comisario (el más alto cargo en la comisión) a voluntad, aunque luego retiró la queja posteriormente, restringiendo su argumentario al relacionado con videojuegos.

Logotipo de la saga Call of Duty, propiedad de Activision.

En febrero de 2023, la FTC denegó una solicitud de Sony para retirar una citación presentada por Microsoft, solicitando documentación interna de Sony relacionada con sus acuerdos de exclusividad con terceros. La CFC solicitó una orden de restricción temporal y una medida cautelar para bloquear la fusión el 12 de junio de 2023. El juzgado aceptó la restricción temporal hasta que se realizara una audiencia entre el 22 y el 30 de junio de 2023. Microsoft ha declarado que, si se concede el requerimiento judicial, podría plantearse abandonar el acuerdo, que describió como una «pesadilla administrativa de tres años».
Durante el juicio, la CFC se concentró en la saga Call of Duty y el daño que haría al mercado de videojuegos su exclusividad en Xbox y en el mercado de juegos en la nube. La jueza Corley denegó el requerimiento judicial el 11 de julio de 2023, aunque el caso se someterá a juicio en un futuro:

Por las razones expuestas, el Tribunal considera que la CFC no ha demostrado la probabilidad de que prevalezca su alegación de que esta fusión vertical concreta en este sector específico puede reducir sustancialmente la competencia. Por el contrario, las pruebas del expediente apuntan a un mayor acceso de los consumidores a Call of Duty y otros contenidos de Activision.

La CFC presentó un recurso el 12 de julio de 2023, que fue rechazada el 14 de julio. Por tanto, la adquisición se puede realizar en Estados Unidos.

### Comisión Europea

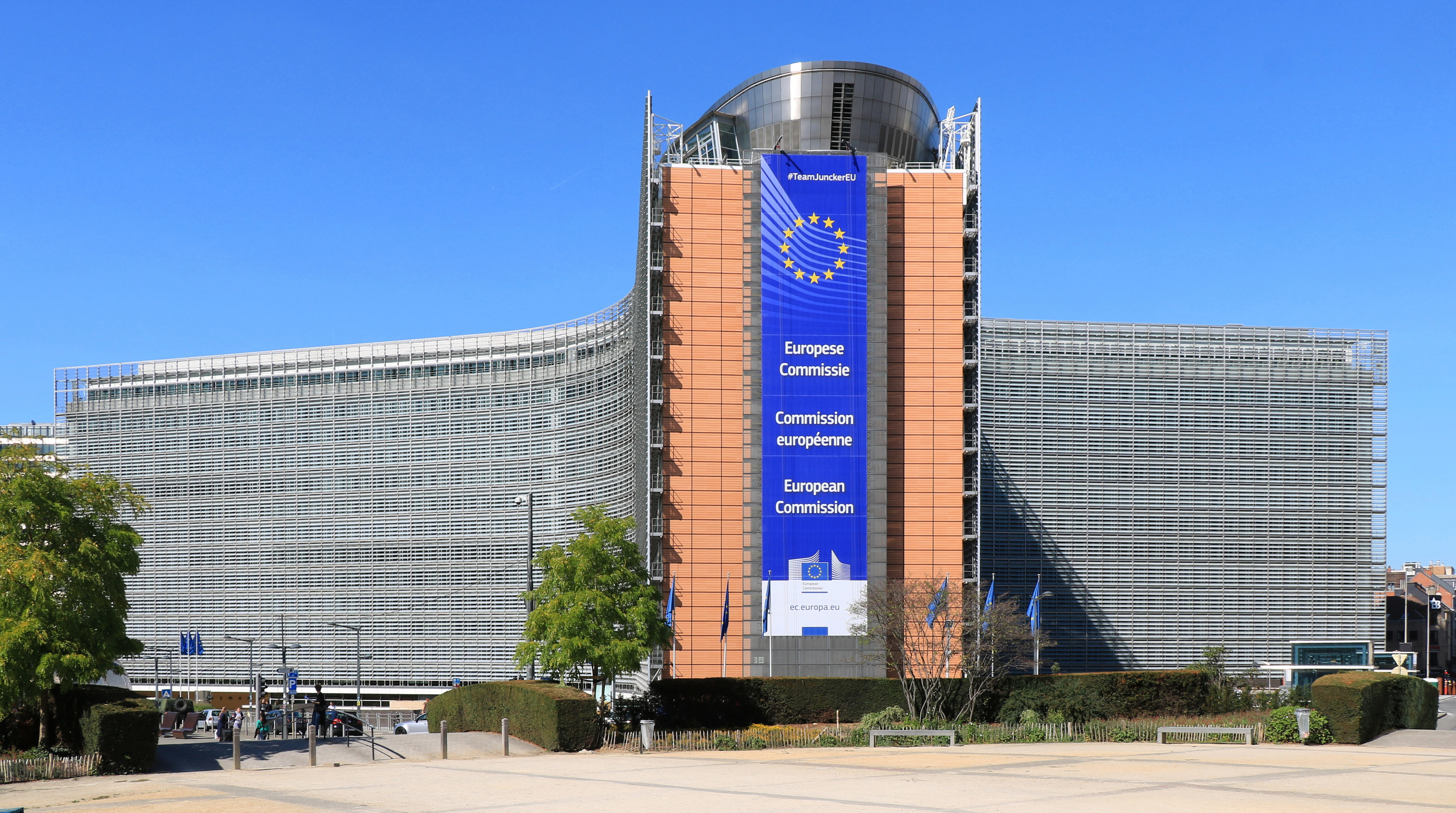
Sede de la Comisión Europea en Bruselas

Después de recibir una notificación formal por Microsoft el 30 de septiembre de 2022, la Comisión Europea empezó la primera fase de la revisión de acuerdo de la ley de fusiones de la Unión Europea. La comisión envió un cuestionario a diferentes empresas del sector de los videojuegos preguntándoles sobre el potencial impacto de la adquisición en su viabilidad, incluso en el caso en el que Microsoft decidiera hacer exclusivos los títulos de Activision Blizzard. La comisión anunció el 8 de noviembre de 2022 que conduciría una revisión adicional de la fusión «para garantizar que el ecosistema del juego siga siendo dinámico en beneficio de los usuarios en un sector que evoluciona a gran velocidad».
La comisión presentó su denuncia formal contra la adquisición el 3 de febrero de 2023, argumentando que Microsoft podría «verse incentivado a bloquear el acceso a la franquicia Call of Duty», que traería como consecuencia «la reducción de la competencia en los mercados de distribución de videojuegos de consola y de PC, trayendo precios más altos, menor calidad y una menor innovación de los distribuidoras de videojuegos». Microsoft se reunió con los reguladores el 21 de febrero de 2023, anunciando que habían llegado a un acuerdo de diez años con Nintendo para proveer juegos de la franquicia Call of Duty a sus consolas durante diez años, además de un acuerdo similar con Nvidia para su servicio de suscripción de videojuegos en la nube GeForce Now.
La comisión aprobó la transacción el 15 de mayo de 2023, argumentando que no sería económicamente viable para Microsoft impedir el acceso de Call of Duty a plataformas rivales, pero si lo hiciera, Sony tenía la capacidad con sus propios estudios para competir justamente.

### Autoridad de Competición y Mercados (Reino Unido)
La Autoridad de Competición y Mercados de Reino Unido anunció su intención de realizar una revisión de la adquisición en agosto de 2022. La resolución de la fase 1, emitida el 1 de septiembre de 2022, dijo que la fusión «podría resultar en una reducción sustancial de la competición en un mercado o mercados en el Reino Unido». Los resultados preliminares de la fase 2 de la investigación fueron publicados el 8 de febrero de 2023 con la conclusión de que la transacción «podría resultar en precios más altos, menos posibilidades de elegir y menos innovación para los jugadores del Reino Unido». La ACM recomendó que Activisión debería desprenderse de, al menos, la franquicia Call of Duty.
Después del compromiso de Microsoft con Nintendo y NVidia de llevar Call of Duty a sus plataformas, la ACM cambió de parecer a finales de marzo de 2023. En un nuevo comunicado, dijo «Mientras que el análisis original de la CMA indicaba que esta estrategia sería rentable en la mayoría de los escenarios, los nuevos datos (que proporcionan una mejor comprensión del comportamiento real de compra de los jugadores de CoD) indican que esta estrategia [la de convertir Call of Duty en una franquicia exclusiva] sería significativamente deficitaria en cualquier escenario plausible».
Aun así, la ACM dictaminó en contra de la fusión el 26 de abril de 2023. Entre varias razones, la ACM afirmó que Microsoft ya partía con una posición fuerte en el mercado de videojuegos en lanube, y que esta fusión no haría sino reforzarla aun más. Además, afirmó que el contrato de Microsoft con Nintendo y Nvidia no eran suficientes, y dudó que Microsoft tuviera la capacidad técnica de portar Call of Duty a la Nintendo Switch. Además, la ACM prohibió a Microsoft intentar la fusión de nuevo sin consultarles primero a ellos.
A finales de mayo, Microsoft apeló la decisión, con cinco argumentos mayoritariamente relacionados con la posición de la ACM respecto al mercado de videojuegos en la nube y la posición de Microsoft en él. El proceso de apelación podría extenderse hasta el final de 2023 o incluso hasta 2024.
Después de la decisión de la CFC de Estados Unidos, Microsoft, Activision Blizzard y la ACM llegaron a un acuerdo por el que pedirían al Tribunal de Apelación de la Competencia parar el proceso legal para negociar. La ACM declaró que sigue manteniendo sus conclusiones anteriores, estaría abierta a una nueva investigación si Microsoft reestructura partes de los planes de fusión.
A finales de agosto de 2023, Microsoft se comprometió a vender los derechos de explotación de los juegos de Activision Blizzard en la nube a Ubisoft para que pueda ofrecerlos en el servicio Ubisoft+ durante al menos quince años. La ACM dijo que, aunque es verdad que eso ayuda a su caso, la investigación seguirá en curso. Los resultados de la investigación serán publicados antes de la fecha límite de fusión impuesta por ambas compañías, el 18 de octubre de 2023.

### Otros organismos
La Comisión de Bolsa y Valores estadounidense investigó un posible caso de inversión con información privilegiada realizada por inversores cercanos a Kotick antes del anuncio de adquisición, y Activision se comprometió a colaborar con la CBV.

## Otros obstáculos legales
El Sistema de jubilación de los empleados de la ciudad de Nueva York (accionistas de Activision Blizzard) denunció a la compañía en 2022, alegando que había acordado la adquisición para intentar cubrir las faltas de Kotick que habían sido descubiertas, alegando que «dada la responsabilidad personal de Kotick por la mala calidad del entorno de trabajo de Activision, la mesa de directivos debería haber tenido claro que no estaba capacitado para negociar la venta de la empresa».
Otro medio gubernamental con inversión en Activision Blizzard, Sjunde AP-Fonden (un fondo de pensiones sueco) denunció a Microsoft y Activision Blizzard en noviembre de 2022. La demanda afirma que, debida a la mala posición negociadora de Activision Blizzard causada por el caso de discriminación y abuso sexual, Microsoft negoció personalmente con Kotick para realizar la compra a un precio reducido. Esta denuncia afirma también que Kotick usó esta transacción para cubrir sus faltas con respecto al caso de discriminación.
Un grupo de aficionados a los videojuegos denunciaron a microsoft en diciembre de 2022 usando la Ley Clayton Antitrust que permite a los consumidores denunciar este tipo de comportamientos. La denuncia dice que, en caso de que se fructificara el acuerdo, el poder combinado de Microsoft rompería el mercado de los videojuegos, permitiendo a Microsoft superar a sus competidores. Microsoft no consiguió la desestimación del caso en enero de 2023, pero sí la desestimación del caso en la fase preliminar en marzo de 2023. Este grupo volvió a hacer una petición para parar la fusión, esta vez al Tribunal Supremo de los Estados Unidos el 16 de julio de 2023, que fue rechazada al día siguiente.

## Reacciones

### Trabajadores de Activision Blizzard
Varios empleados de Activision Blizzard han expresado una posición cautelosamente optimista con respecto al acuerdo, aunque la alianza de trabajadores ABK, un grupo buscando la sindicalización de Activision Blizzard como respuesta al caso de discriminación, han dicho que siguen teniendo los mismos objetivos que antes del anuncio de Microsoft. El 19 de enero de 2022, el presidente del Banco Mundial David Malpass criticó la transacción, contrastando el importe de la misma con el dinero que se otorgó a países en vías de desarrollo durante la pandemia de COVID-19.

### Sony

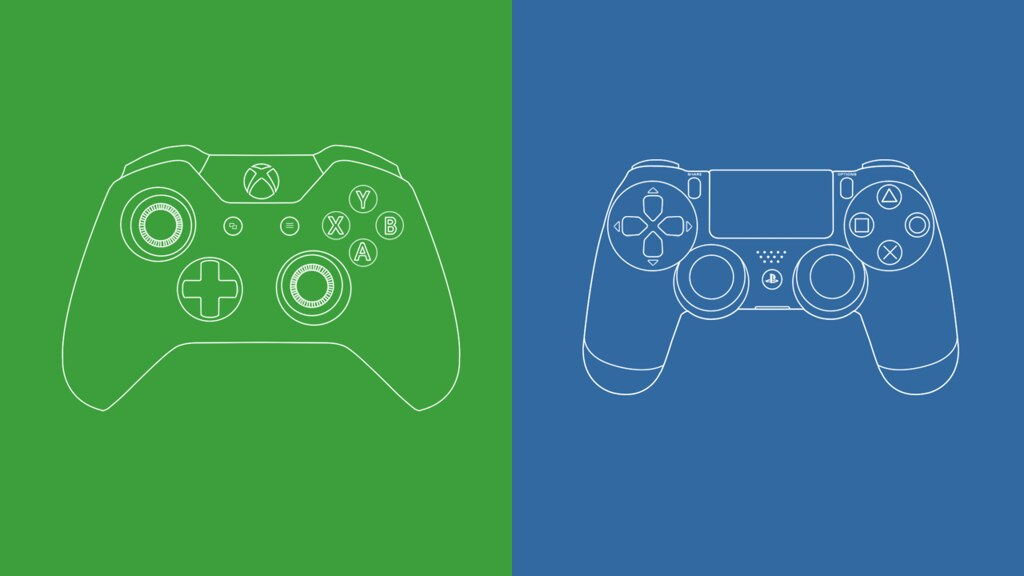
A la izquierda, el mando de la Xbox One; a la derecha, el mando de la PlayStation 4.

Sony Interactive Entertainment ha estado lanzando quejas a la transacción durante todo el proceso con respecto a la franquicia Call of Duty, que ha vendido más de 400 millones de unidades y es considerada de las propiedades intelectuales más importantes del mercado de videojuegos. Poco después del anuncio de la adquisición, Sony dijo que esperaban que Microsoft cumpliera los contratos multiplataforma preexistentes, por ejemplo el de Call of Duty, que no había sido exclusivo hasta la fecha (aunque sí había tenido contenido exclusivo para PlayStation, consola de Sony), a lo que Microsoft respondió que tenían la intención de mantener los contratos y de extenderlos a las consolas de Nintendo.
Esto se materializó en una carta que el director de Xbox, Phil Spencer, envió a Sony en enero, afirmando que mantendrían Call of Duty en playstation durante «varios años más que el contrato ya firmado antes de la adquisición (que acababa en 2024)». Además, Spencer dijo que la oferta a Sony «va mucho más allá de los acuerdos típicos de la industria», a lo que Sony respondió que su propuesta «era inadecuada en varios niveles y no tenía en cuenta el impacto para sus jugadores» y que «querían garantizar que los jugadores de Playstation tuvieran la mejor experiencia en Call of Duty, y que este espíritu iba en contra de la propuesta de Microsoft». Una serie de documentos publicados después de la investigación de Reino Unido demuestran que, por contrato, Microsoft no puede añadir a Call of Duty a Xbox Game Pass durante varios años.
Microsoft afirmó que había propuesto a Sony un acuerdo de diez años de no exclusividad de Call of Duty similar al propuesto a Nintendo y Nvidia el 11 de noviembre de 2022. Sony respondió que la intención de Microsoft es echar a Sony y PlayStation del mercado y convertir a PlayStation a una plataforma comparable con la Nintendo Switch, es decir, no competir en el mercado de juegos para adultos como Call of Duty sino en el mercado para todos los públicos. Sin embargo, Microsoft se ha comprometido a llevar Call of Duty a las plataformas de Nintendo.
Finalmente, el 16 de julio de 2023, Sony firmó el acuerdo asegurándose la permanencia de Call of Duty en los sistemas PlayStation.